# 北海道健康サ美ット
北海道健康サ美ット（ほっかいどうけんこうサミット）とは、北海道札幌市白石区にある札幌流通総合会館（アクセスサッポロ）にて、2008年から2012年まで毎年5月の第4土曜日と日曜日に開催されていた、健康をテーマにしたイベントである。
キャッチ・コピーは「最新の美と健康情報を発信・体験！」。

## 開催遍歴
- 第1回：2008年5月24日 - 5月25日
- 第2回：2009年5月23日 - 5月24日
- 第3回：2010年5月22日 - 5月23日
- 第4回：2012年5月26日 - 5月27日

## 概要
- 製薬会社から化粧品会社、飲料メーカーに至るまで毎年約100社以上の企業が出展。各ブースでは商品のサンプル配布や飲料の試飲、商品のデモンストレーションなどが行われ、企業によっては特設ステージでアトラクションを行っている。また、体力測定などの相談コーナーも設置されている。
- 特設ステージでは女性タレントを迎えてのトークショーが土曜日に行われており、2008年には長谷川理恵、2009年には加藤ローサ、2010年には安田美沙子、2012年には高垣麗子が出演した。
- これと類似したイベントとして、毎年10月中旬の土曜日と日曜日に同じアクセスサッポロで行われる「サッポロヘルス&ビューティフェア」（2007年 - 現在）がある。
- 第1回（2008年）と第2回（2009年）ではサンプル百貨店も協賛しており、同百貨店のホームページ上にイベント自体の公式サイトが存在したが、2010年以降は作成されていない。
- 2011年は5月28日と29日に開催する予定だったが、東日本大震災の影響により中止となった[1]。その後2012年に第4回が開催されたが、2013年から当イベントを協賛したツルハの主催によるイベントが同じアクセスサッポロで開催されることになったため、健康サ美ットはたった4回で終了となった。

## 出来事
- 2008年には佐藤製薬のブースに、当時「SUPER GTユンケルガール」を務めたタレントの杉澤友香（札幌市出身）が登場。ステージイベントにも参加した。また、元全日本エアロビックチャンピオンの渡辺俊治郎が「メタボリック対策エクササイズ」を披露した。
- 2009年にはYOSAKOIソーラン祭りに出場する「コーセーファシオチーム」がステージ上で演舞を行った。
- 2010年には女性2人組のダンスユニット「Salt&Vinegar」がカネボウの商品『引き締めジンジャー』をイメージした健康サポート体操「ジンジャーダンス」を披露した。